# Теово (Грчка)
Теово или Техово (грч. Καρυδιά, Каридија) је насељено место у општини Воден у периферији Средишња Македонија, Грчка. Према попису из 2021. године било је 385 становника.
Према бугарском географу и историчару, Василу Канчову, у Теову је 1900. године живело 604 Словена хришћана. На путу између Владова и Теова је чета ВМОРО 1907. године обесила грчке андартске капетане Антониса Мингаса (Андон Минга) и Телоса Агапиноса Аграса. Њима су 1962. подигнути споменици који су били мета честих напада локалног становништва. Македонски историчар Тодор Симовски, 1998. године наводи да је Теово словенско насеље.